# قرار مجلس الأمن التابع للأمم المتحدة رقم 1855
قرار مجلس الأمن التابع للأمم المتحدة رقم 1855 المتخذ بالإجماع في 19 ديسمبر 2008.

## القرار
سعياً إلى استكمال المحكمة الجنائية الدولية لرواندا وإجراء المزيد من المحاكمات في أقرب وقت ممكن من أجل الوفاء باستراتيجية الإنجاز الخاصة بها، قرر مجلس الأمن أنه يجوز للأمين العام تعيين ما يصل إلى ثلاثة قضاة مخصصين إضافيين، من وقت لآخر، متجاوزا مؤقتًا الحد الأقصى لتسعة قضاة منصوص عليهم في النظام الأساسي للمحكمة.
وباعتماد القرار 1855 (2008) بالإجماع في إطار الفصل السابع، قرر المجلس أن الحكم المذكور أعلاه سيظل ساري المفعول حتى 31 كانون الأول / ديسمبر 2009. كما قرر تعديل الفقرة 2 من المادة 11 من النظام الأساسي للمحكمة الدولية على النحو المبين في مرفق هذا القرار.
(المادة 11، المتعلقة بتكوين الدوائر، تنص على أنه يمكن تقسيم كل دائرة ابتدائية إلى أقسام من ثلاثة قضاة لكل منها. يكون لقسم الدائرة الابتدائية نفس السلطات والمسؤوليات التي تتمتع بها الدائرة الابتدائية بموجب هذا النظام الأساسي ويصدر حكمه وفقا لنفس القواعد)
وأحاط المجلس علما بالرسالة الموجهة من الأمين العام إلى رئيس المجلس، والتي أرفق بها الرسالة الموجهة إليه من رئيس المحكمة الدولية المؤرخة 10 كانون الأول / ديسمبر (الوثيقة S / 2008/799)، ونظر في المقترحات التي قدمها بشأن هذه المسألة رئيس المحكمة.

## روابط خارجية
- نص القرار في undocs.org